# Kurt Schmid (Ruderer)
Kurt Schmid (* 11. Februar 1932 in Baar ZG; † 2. Dezember 2000 bei Schaffhausen) war ein Schweizer Ruderer, der 1952 die olympische Bronzemedaille im Zweier ohne Steuermann gewann.

## Leben
Hans und Josef Kalt vom See-Club Zug hatten bei den Olympischen Spielen 1948 die Silbermedaille gewonnen. Als Josef Kalt seine sportliche Laufbahn beendete, rückte der über elf Jahre jüngere Kurt Schmid für ihn ins Boot.
Bei den Europameisterschaften 1950 in Mailand waren für Italien Erio Bettega und Nicolo Simone am Start und erwiesen sich als schärfste Konkurrenten für Hans Kalt und Kurt Schmid. Im Ziel lagen Kalt und Schmid vor den Italienern und waren Europameister. 1951 bei den Europameisterschaften in Mâcon gewannen die Belgier Michel Knuysen und Robert Baetens vor dem dänischen Boot, Kalt und Schmid erhielten die Bronzemedaille.
Bei der olympischen Ruderregatta 1952 in Meilahti, einem Stadtteil von Helsinki, traten jeweils fünf Boote gegeneinander an. Kalt und Schmid siegten im ersten Vorlauf vor den Briten, den Belgiern und den US-Amerikanern. Die Schweizer und die Briten gewannen die beiden Halbfinalläufe, während sich die Belgier, die US-Amerikaner und die Franzosen über die Hoffnungsläufe für den Final qualifizierten. Im Final belegten die vier Boote aus dem ersten Vorlauf die ersten vier Plätze. Es siegten die Amerikaner Charles Logg und Thomas Price vor Michel Knuysen und Robert Baetens. Kalt und Schmid erhielten mit neun Sekunden Rückstand auf die Belgier, aber über vier Sekunden Vorsprung auf die Briten die Bronzemedaille.
Schmid erreichte acht Jahre später noch einmal einen olympischen Final. Zusammen mit Paul Kölliker, Gottfried Kottmann und Rolf Streuli belegte er 1960 den sechsten Platz im Vierer ohne Steuermann.